# Erik Lakomaa
Erik Martin Lakomaa, född 14 april 1977 i Linköping, är en borgerlig politisk konsult, svensk ekonom, borgerlig opinionsskribent, och grundare av PR-byrån Erik Lakomaa + Company (tidigare K-Street Communication). Han är verksam som forskare vid Handelshögskolan i Stockholm, där han är direktör för Institutet för ekonomisk och företagshistorisk forskning (EHFF, engelska: The Institute for Economic and Business History Research). 

## Utbildning
Lakomaa disputerade vid Handelshögskolan i Stockholm 2009 i ekonomisk historia på doktorsavhandlingen The Economic Psychology of the Welfare State som handlar om ekonomisk-psykologiska aspekter på väljarbeteende och offentligt beslutsfattande inom den kommunala sektorn. Här visades att väljare i kommunala val inte bestraffar den styrande majoriteten för höjda kommunalskatter under förutsättning att skattehöjningarna inte lämnar väljarna med mindre i plånboken än föregående år. Avhandlingen behandlar även kommunaliseringen av skolan och konsekvenserna av denna. 

## Karriär
Lakomaa har tidigare varit ledarskribent på moderata ledarsidan Svenska Dagbladet och skribent till den högerliberala tankesmedjan Timbros blog smedjan. Lakomaa har även varit chefredaktör till tidningen Nyliberalen, en tidsskrift kopplad till den högerliberterianska organisationen Frihetsfronten.
Lakomaa har deltagit som expert i två statliga utredningar inom skolområdet och fungerat som konsult vad gäller effektiviserings- och kvalitetsförbättringsarbete inom skolområdet för svenska kommuner. Han medverkade även i den statliga digitaliseringskommissionen. 
Han har forskat kring det svenska psykologiska försvarets framväxt och dess samverkan med civila reklambyråer. samt kring access till öppna data 
Lakomaa var under folkomröstningen om införande av euron 2003 nej-sidans strateg och kampanjchef för Medborgare mot EMU. Han utsågs 2004, för sitt arbete med EMU-kampanjen, av den amerikanska branschtidningen Campaigns and Elections till världens bäste politiske konsult under 40. Han har arbetat som kampanjrådgivare för flera olika svenska politiska partier på högerkanten. Som kampanjmakare har han främst gjort sig känd för sin användning av opinionsanalys och amerikanska kampanjtekniker, som gräsrotskampanjer. I mars 2009 avslöjade Dagens Nyheter att han varit en av organisatörerna till gräsrotskampanjen mot FRA-lagen året innan. 

## Familj och övrigt
Lakomaa är sonson till den finländske flygplanskonstruktören Aarne Lakomaa. Lakomaa är fyrfaldig stormästare i frågesportsprogrammet Jeopardy.

## Böcker av Erik Lakomaa
- 2003 - "Mer än en logo" i Sådan är kapitalismen (Alexandersson red.), Frihetsfrontens Förlag, Stockholm ISBN 91-88216-04-7
- 2004 - "EMU-kampanj med legoknektar och volontärer" i Lobbyisterna (Stegö-Chiló red.), Precis, Stockholm ISBN 91-631-5972-4
- 2009 - The Economic Psychology of the Welfare State doktorsavhandling, EFI, Stockholm ISBN 978-91-7258-774-8
- 2012 - Sedelpressen - Dagens Industri under 30 år, Hydra Förlag, Stockholm ISBN 978-91-86185-15-2
- 2013 - "Öppna data öppnar möjligheter - Informationsdrivna tjänster för den offentliga sektorn" i Det mogna tjänstesamhällets förnyelse (Andersson, Axelsson & Rosenqvist (red.), Studentlitteratur, Lund ISBN 978-91-44-09430-4
- 2016 - "Att förstå politisk risk och politiskt beslutsfattande" i Risker och riskhantering för näringsliv och samhälle (Wahlund, (red)), SIR, Stockholm ISBN 978-91-86797-22-5